# Чемпионат России по плаванию на короткой воде 2013
Чемпионат России по плаванию на короткой воде 2013 прошёл с 15 по 19 ноября в Казани, Татарстан во Дворце водных видов спорта.
Чемпионат являлся квалификационным к чемпионату Европы в Хернинге (Дания), который прошёл 12—15 декабря. На него отобрались 36 пловцов: 23 мужчины и 13 женщин.
В соревновании приняли участие более 430 спортсменов из 57 субъектов. Было установлено 28 юношеских рекордов России и пять взрослых.
Наивысшие результаты по таблице очков FINA: Олег Костин (Нижний Новгород) — 952 очка на дистанции 200 м брассом — 2.02,38 и Вероника Попова (Санкт-Петербург) — 927 очков на дистанции 200 м вольным стилем — 1.54,01.
Больше всего медалей как золотых — пять, так и всего — 8 (5+3+0) — завоевала Вероника Попова.

## Рекорды России, установленные на чемпионате
1. Вероника Попова (Санкт-Петербург) — 200 м баттерфляем — финал — 2.06,88.
2. Вероника Попова (Санкт-Петербург) — 100 м вольным стилем — финал — 52,58.
3. Светлана Чимрова (Москва) — 50 м баттерфляем — финал — 25,93.
4. Светлана Чимрова (Москва) — 100 м баттерфляем — финал — 57,35.
5. Олег Костин (Нижегородская область) — 200 м брассом — финал — 2.02,38.

## Призёры

### Мужчины
| Дисциплины                       | Золото | Золото   | Серебро | Серебро  | Бронза | Бронза   |
| -------------------------------- | --- | -------- | --- | -------- | --- | -------- |
| 50 м вольным стилем              | Сергей Фесиков ЯНАО — Пензенская область                                                                    | 21.29    | Евгений Лагунов Архангельская обл. — С.-Петербург                                                                                 | 21.30    | Олег Тихобаев Санкт-Петербург                                                                                                 | 21.63    |
| 100 м вольным стилем             | Никита Коновалов Волгоградская область                                                                      | 46.70    | Сергей Фесиков ЯНАО — Пензенская область                                                                                          | 46.78    | Евгений Лагунов Архангельская обл. — С.-Петербург                                                                             | 46.86    |
| 200 м вольным стилем             | Евгений Лагунов Архангельская обл. — С.-Петербург                                                           | 1:43.74  | Вячеслав Андрусенко Санкт-Петербург                                                                                               | 1:43.95  | Михаил Полищук Москва | 1:43.97  |
| 400 м вольным стилем             | Дмитрий Боканхель Волгоградская область                                                                     | 3:41.97  | Михаил Полищук Москва | 3:42.05  | Александр Селин Москва | 3:42.71  |
| 1500 м вольным стилем            | Алексей Солпековский Псковская область — С.-Петербург                                                       | 14:47.16 | Сергей Стрельников Волгоградская область                                                                                          | 14:49.77 | Сергей Большаков Московская область — Удмуртия                                                                                | 14:59.26 |
|                                  | |          | |          | |          |
| 50 м на спине                    | Виталий Мельников Москва                                                                                    | 23.49    | Никита Ульянов ХМАО — ЮграВиталий Борисов Пензенская область                                                                      | 23.77    | — | —        |
| 100 м на спине                   | Виталий Мельников Москва                                                                                    | 49.87    | Никита Коновалов Волгоградская область                                                                                            | 50.90    | Андрей Шабасов Санкт-Петербург                                                                                                | 51.25    |
| 200 м на спине                   | Никита Ульянов ХМАО — Югра                                                                                  | 1:52.93  | Антон Анчин Башкортостан | 1:53.84  | Дмитрий Мальцев Москва | 1:54.20  |
|                                  | |          | |          | |          |
| 50 м брассом                     | Олег Костин Нижегородская область                                                                           | 26.71    | Игорь Головин Хабаровский край | 26.76    | Сергей Гейбель Новосибирская область                                                                                          | 26.86    |
| 100 м брассом                    | Олег Костин Нижегородская область                                                                           | 57.72    | Вячеслав Синькевич Волгоградская область                                                                                          | 57.88    | Всеволод Занько Москва | 58.73    |
| 200 м брассом                    | Олег Костин Нижегородская область                                                                           | 2:02.38  | Вячеслав Синькевич Волгоградская область                                                                                          | 2:03.68  | Марат Амалтдинов Москва | 2:04.72  |
|                                  | |          | |          | |          |
| 50 м баттерфляем                 | Никита Коновалов Волгоградская область                                                                      | 22.60    | Александр Попков Санкт-Петербург                                                                                                  | 22.97    | Евгений Коптелов Волгоградская область                                                                                        | 23.26    |
| 100 м баттерфляем                | Никита Коновалов Волгоградская область                                                                      | 50.05    | Николай Скворцов Калужская область                                                                                                | 50.71    | Владислав Серый Санкт-Петербург                                                                                               | 51.36    |
| 200 м баттерфляем                | Николай Скворцов Калужская область                                                                          | 1:51.31  | Евгений Коптелов Волгоградская область                                                                                            | 1:54.64  | Андрей Тамбовский Самарская область                                                                                           | 1:54.78  |
|                                  | |          | |          | |          |
| 100 м комплексное плавание       | Сергей Фесиков ЯНАО — Пензенская область                                                                    | 53.33    | Алексей Ацапкин Москва | 53.83    | Андрей Шабасов Санкт-Петербург                                                                                                | 54.02    |
| 200 м комплексное плавание       | Семён Макович Самарская область                                                                             | 1:55.78  | Дмитрий Горбунов Пензенская область                                                                                               | 1:55.97  | Вячеслав Андрусенко Санкт-Петербург                                                                                           | 1:56.50  |
| 400 м комплексное плавание       | Семён Макович Самарская область                                                                             | 4:06.02  | Александр Тихонов Москва | 4:06.54  | Дмитрий Горбунов Пензенская область                                                                                           | 4:06.66  |
|                                  | |          | |          | |          |
| Эстафета 4×100 м вольным стилем  | Москва Дмитрий Ермаков (48.61) Станислав Степанов (48.09) Михаил Полищук (47.92) Артём Лобузов (47.72)      | 3:12.34  | Санкт-Петербург Олег Тихобаев (48.53) Никита Курочкин (48.73) Евгений Айзетуллов (48.66) Вячеслав Андрусенко (47.25)              | 3:13.17  | Красноярский край Иван Рыбкин (48.98) Виктор Кондратьев (48.87) Алексей Амосов (48.29) Андрей Арбузов (47.19)                 | 3:13.33  |
| Эстафета 4×200 м вольным стилем  | Москва Дмитрий Ермаков (1:44.89) Александр Селин (1:46.48) Михаил Полищук (1:46.13) Артём Лобузов (1:43.63) | 7:01.13  | Санкт-Петербург Александр Попков (1:45.52) Евгений Айзетуллов (1:46.74) Александр Фёдоров (1:47.42) Вячеслав Андрусенко (1:46.65) | 7:06.33  | Волгоградская область Михаил Украинский (1:46.73) Антон Евсиков (1:49.61) Андрей Ушаков (1:47.16) Дмитрий Боканхель (1:46.53) | 7:10.03  |
| Комбинированная эстафета 4×100 м | Москва Дмитрий Мальцев (52.02) Всеволод Занько (58.21) Виталий Мельников (51.05) Михаил Полищук (47.40)     | 3:29.25  | Санкт-Петербург Андрей Шабасов (51.45) Кирилл Пригода (58.90) Владислав Серый (51.45) Вячеслав Андрусенко (47.27)                 | 3:29.07  | Пензенская область Виталий Борисов (52.09) Олег Утехин (1:00.06) Сергей Фесиков (51.33) Илья Лемаев (49.51)                   | 3:32.99  |

### Женщины
| Дисциплины                       | Золото | Золото  | Серебро | Серебро | Бронза | Бронза  |
| -------------------------------- | --- | ------- | --- | ------- | --- | ------- |
| 50 м вольным стилем              | Розалия Насретдинова Москва                                                                                          | 24.27   | Светлана Княгинина Санкт-ПетербургМария Резникова Москва                                                                    | 24.61   | — | —       |
| 100 м вольным стилем             | Вероника Попова Санкт-Петербург                                                                                      | 52.58   | Розалия Насретдинова Москва                                                                                                 | 53.30   | Мария Баклакова Пермский край | 54.16   |
| 200 м вольным стилем             | Вероника Попова Санкт-Петербург                                                                                      | 1:54.01 | Виктория Андреева Пензенская область                                                                                        | 1:56.33 | Арина Опёнышева Красноярский край                                                                                                | 1:58.93 |
| 400 м вольным стилем             | Вероника Попова Санкт-Петербург                                                                                      | 4:04.38 | Яна Мартынова Татарстан | 4:09.09 | Ксения Юськова Москва | 4:10.21 |
| 800 м вольным стилем             | Елизавета Горшкова Москва                                                                                            | 8:28.91 | Анастасия Иваненко Коми | 8:33.18 | Анастасия Крапивина Московская обл. — Липецкая обл.                                                                              | 8:26.13 |
|                                  | |         | |         | |         |
| 50 м на спине                    | Надежда Винюкова Москва                                                                                              | 27.43   | Александра Папуша Москва | 27.48   | Дарья К. Устинова Свердловская область                                                                                           | 27.53   |
| 100 м на спине                   | Полина Лапшина Свердловская область                                                                                  | 58.32   | Дарья К. Устинова Свердловская область                                                                                      | 58.65   | Александра Папуша Москва | 59.19   |
| 200 м на спине                   | Полина Лапшина Свердловская область                                                                                  | 2:04.80 | Дарья К. Устинова Свердловская область                                                                                      | 2:05.90 | Александра Папуша Москва | 2:06.64 |
|                                  | |         | |         | |         |
| 50 м брассом                     | Валентина Артемьева Новосибирская область                                                                            | 30.76   | Екатерина Баклакова Пермский край                                                                                           | 31.01   | Анна Белоусова Свердловская область                                                                                              | 31.16   |
| 100 м брассом                    | Виталина Симонова Новосибирская обл. — Оренбургская обл.                                                             | 1:06.05 | Валентина Артемьева Новосибирская область                                                                                   | 1:06.62 | Анна Белоусова Свердловская область                                                                                              | 1:06.67 |
| 200 м брассом                    | Виталина Симонова Новосибирская обл. — Оренбургская обл.                                                             | 2:19.95 | Анна Белоусова Свердловская область                                                                                         | 2:23.34 | Вера Калашникова Москва | 2:24.08 |
|                                  | |         | |         | |         |
| 50 м баттерфляем                 | Светлана Чимрова Москва                                                                                              | 25.93   | Розалия Насретдинова Москва                                                                                                 | 26.10   | Дарья Цветкова Алтайский край | 26.17   |
| 100 м баттерфляем                | Светлана Чимрова Москва                                                                                              | 57.35   | Дарья Цветкова Алтайский край                                                                                               | 58.49   | Алина Кашинская Свердловская область                                                                                             | 59.13   |
| 200 м баттерфляем                | Вероника Попова Санкт-Петербург                                                                                      | 2:06.88 | Светлана Чимрова Москва | 2:09.49 | Анастасия Гуженкова Самарская область                                                                                            | 2:11.12 |
|                                  | |         | |         | |         |
| 100 м комплексное плавание       | Виталина Симонова Новосибирская обл. — Оренбургская обл.                                                             | 59.80   | Виктория Андреева Пензенская область                                                                                        | 1:00.67 | Дарья Карташова Нижегородская область                                                                                            | 1:01.27 |
| 200 м комплексное плавание       | Вероника Попова Санкт-Петербург                                                                                      | 2:10.21 | Виталина Симонова Новосибирская обл. — Оренбургская обл.                                                                    | 2:10.23 | Виктория Малютина Пензенская область                                                                                             | 2:12.11 |
| 400 м комплексное плавание       | Яна Мартынова Татарстан                                                                                              | 4:33.26 | Виктория Малютина Пензенская область                                                                                        | 4:36.56 | Кристина Красюкова Тюменская область                                                                                             | 4:37.34 |
|                                  | |         | |         | |         |
| Эстафета 4×100 м вольным стилем  | Москва Мария Резникова (54.53) Кристина Пухова (55.67) Валерия Колотушкина (54.41) Розалия Насретдинова (54.09)      | 3:38.70 | Санкт-Петербург Дарья С. Устинова (55.08) Анна Зайцева (56.19) Светлана Княгинина (55.48) Вероника Попова (53.79)           | 3:40.54 | Новосибирская область Екатерина Боровикова (55.37) Арина Суркова (55.96) Виталина Симонова (55.06) Полина Ретюнская (56.14)      | 3:42.53 |
| Эстафета 4×200 м вольным стилем  | Москва Кристина Пухова (1:59.29) Елизавета Горшкова (2:01.97) Валерия Колотушкина (2:00.46) Ксения Юськова (1:58.00) | 7:59.72 | Санкт-Петербург Вероника Попова (1:54.92) Дарья С. Устинова (1:58.79) Ирина Шваева (2:02.28) Анна Зайцева (2:03.83)         | 7:59.82 | Свердловская область Валерия Саламатина (2:00.09) Дарья К. Устинова (2:01.99) Дарья Шнюкова (2:04.22) Полина Лапшина (2:00.84)   | 8:07.14 |
| Комбинированная эстафета 4×100 м | Москва Александра Папуша (58.86) Вера Калашникова (1:07.52) Светлана Чимрова (57.92) Розалия Насретдинова (53.98)    | 3:58.28 | Санкт-Петербург Екатерина Андреева (1:01.58) Светлана Княгинина (1:10.07) Вероника Попова (57.79) Дарья С. Устинова (54.60) | 4:04.04 | Пензенская область Анастасия Дородных (1:00.66) Виктория Андреева (1:08.87) Ольга Ключникова (1:01.38) Виктория Малютина (54.86) | 4:05.77 |